# Puski
Puski är en by på Dagö i västra Estland. Den ligger i Dagö kommun (tidigare Kõrgessaare kommun) och landskapet Hiiumaa (Dagö), 145 km sydväst om huvudstaden Tallinn och 21 km sydväst om residensstaden Kärrdal. Puski hade en invånare år 2011.
På 1880-talet tilltog russifieringen på Dagö och samtidigt konverterade omkring 700 församlingsbor från protestantismen till rysk-ortodoxa kyrkan. En ortodox kyrka byggdes i Puski 1889-1891 och där hölls gudstjänster fram till 1951. Under kalla kriget militariserades stora delar av Dagö och i samband med det decimerades befolkningen i Puski. Kyrkan började förfalla och idag återstår bara en ruin.